# Isis (vaixell)

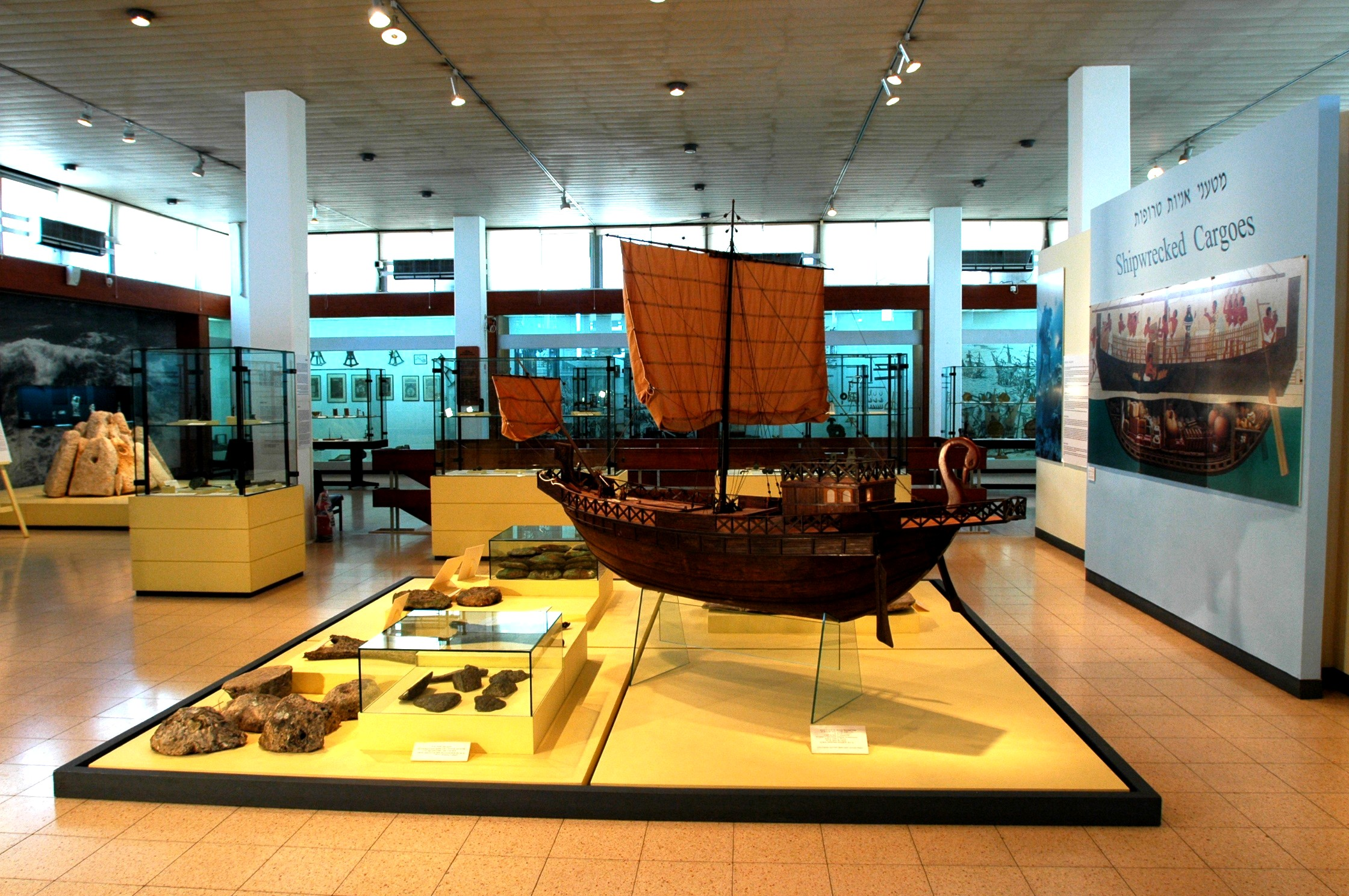
Model de nau romana de càrrega. Israeli National Maritime Museum, Haifa

La nau Isis fou un vaixell de càrrega romà (c 150 dC) que transportava blat des del port d'Alexandria cap a Itàlia.
Les seves dimensions i la seva capacitat de transport eren considerables. I són conegudes mercès a un dels diàlegs de Llucià de Samosata, filòsof sofista grec.

## Descripció del vaixell
Segons l'obra de Llucià, Πλοἶον ἢ Εὐχαί ("El vaixell” o “Els desitjos”), hi ha un diàleg entre Licynus i Samippus. Una de les traduccions a l'anglès que es pot consultar és THE WORKS OF LUCIAN,FROM THE GREEK,By THOMAS FRANCKLIN, D.D.London, 1780.
La conversa, traduïda de la traducció anterior i una mica adaptada, aproximadament diu el següent:
Samippus:
...Mentrestant, que en penses d'aquesta nau? No la trobes immensa? El patró ens va dir que feia 120 colzes de llarg i més 30 colzes d'ample. I, des de la coberta fins a la sentina 29 colzes. El màstil és molt alt i la vela immensa. No cal ni pensar l'esforç per a pujar-la i baixar-la. La proa bellament corbada duu una àguila daurada al damunt. També la popa segueix una gràcil corba, rematada pel cap de la deessa Isis, que dona el nom a la nau. Ornaments, pintures, penons vermells, i, sobre tot, les àncores, totes les cordes i els instruments. I els cambrots a popa. Sincerament, tot és digne d'admirar. Hi ha un exèrcit de mariners. I diuen que ha portat tant blat com per a alimentar tota l'Àtica durant un any. I, malgrat això, un homenet vell i mig calb la governa fàcilment amb un petit mànec de fusta que mou el timó. Me’l varen presentar i crec que es deia Heró.

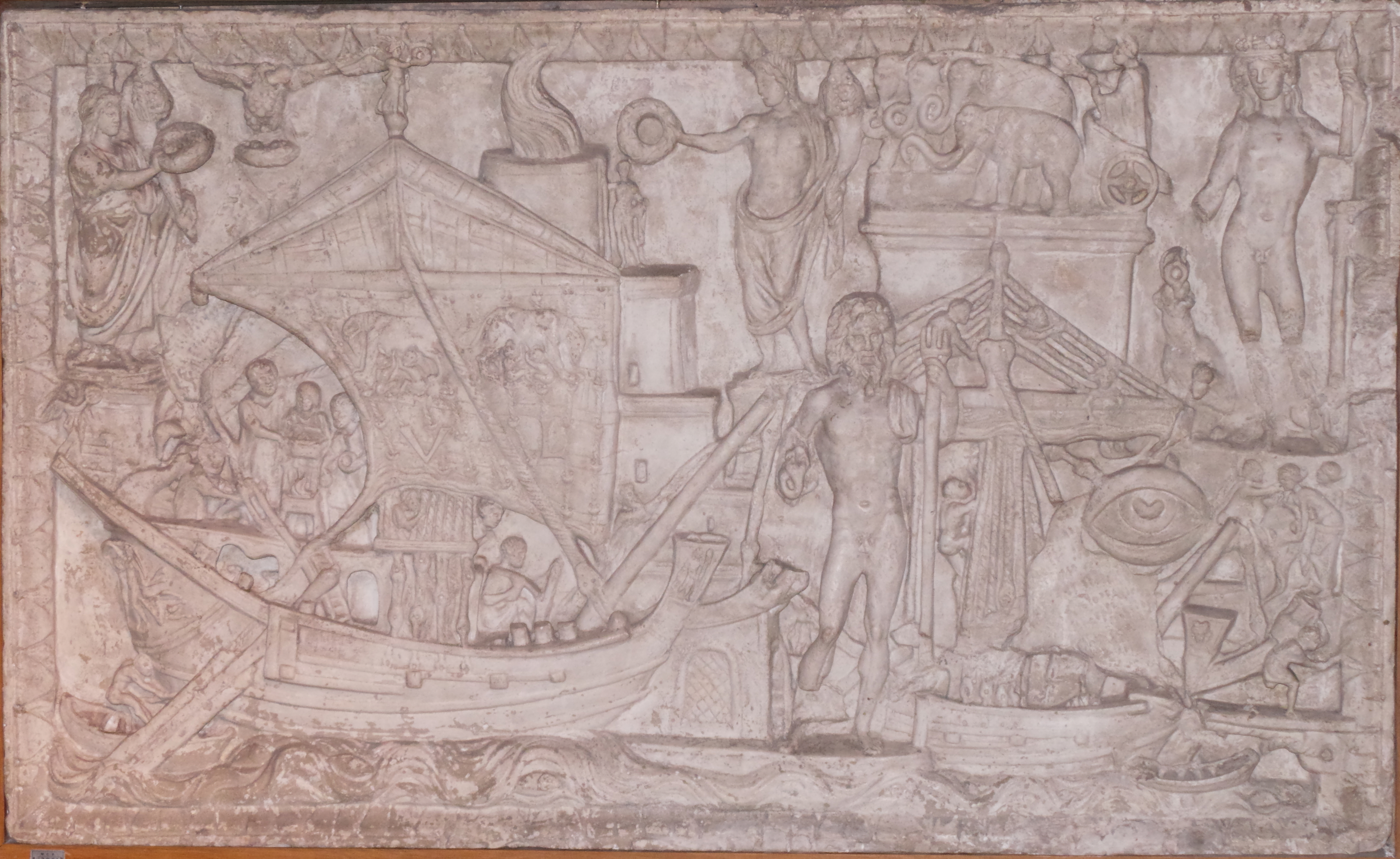
Baix relleu d'nau romana de càrrega. Museu de la Via Ostiense. Porta San Paolo (Roma).

- Una altra traducció a l'anglès de la part considerada.[2]

## Dades indicades per l'obra de Llucià
- Eslora (llarg): 120 colzes o 180 peus o 55 metres
- Mànega/oberta[3] (ample): uns 30 colzes o 45 peus o 14m.
- Puntal (alçària des de la coberta fins a la quilla): 29 colzes o 44 peus o 13m.
- Desplaçament: 1.200 tones
  - NOTA: Les dimensions en peus i metres anteriors són les que donen els experts. Aquesta interpretació implica un cert tipus de colze (cubitus).

## Naus mercants romanes

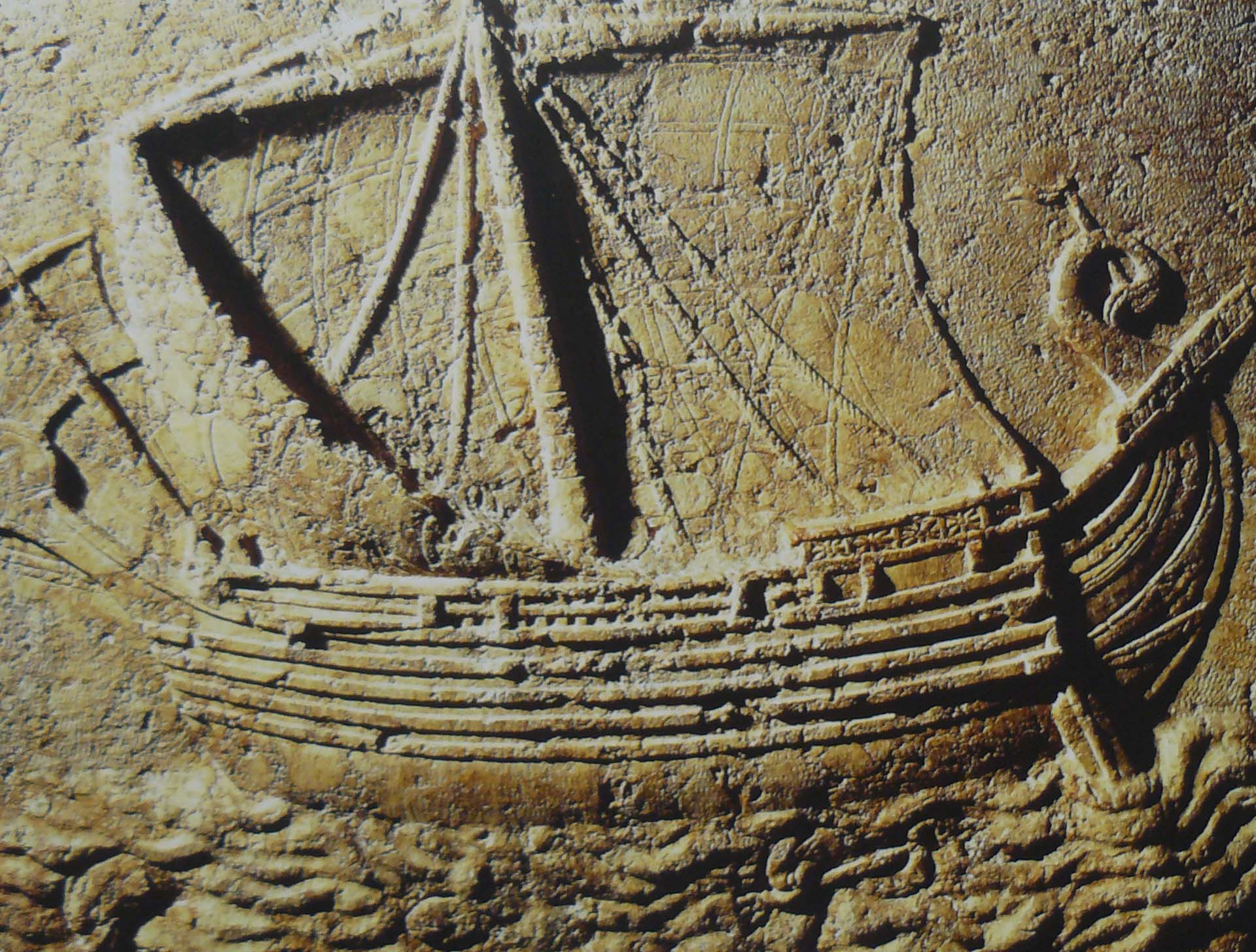
Baix relleu d'un vaixell de càrrega.

A la Roma clàssica havia tota mena de bastiments dedicats al transport de mercaderies i passatgers. Els més petits anaven amb rems. El gruix del transport costaner el feien vaixells de menys de cent tones. Que podien anar amb rems i veles. Finalment hi havia els grans vaixells que transportaven blat des d'Egipte fins a Itàlia.
Un vaixell per a portar blat tenia un desplaçament important (de 1000 tones o més) i només navegava amb veles.
- Tenia un màstil o arbre principal on hissava una vela quadra (artemon en llatí).[4]Pel damunt de l'antena podia hissar una vela triangular.
- També tenia un màstil més petit a proa (dolon en llatí)[5] que hissava una vela quadra més petita.[6]
- Un element important de la nau eren els cables de reforç (com una mena de faixa) que, tensats amb un torniquet ajudaven a mantenir l'estructura unida,.
- Un altre element important era el bot auxiliar, ja fos un petit esquif o una barca de panescalm, que es remolcava.

## Més sobre el antics vaixells mercants
- Per a les fustes emprades en la construcció de naus és important l'obra de Teofrast.[7]
- Una de les obres més descriptives sobre els vaixells i la navegació antiga es pot llegir en Plini el Vell Plini el Vell quan parla del lli. Del lli es feien les veles i d'aquí la relació fibra vegetal-botànica-navegació.[8]

## Naufragi de Sant Pau
En els Actes dels apòstols es pot llegir el naufragi de Sant Pau, que viatjava en una nau mercant romana carregada de blat.
El viatge va començar malament. La nau va salpar de Laloí Limenes -Bells Ports- (prop de Lasea) en una època perillosa (passat el “dejuni”, dia de l'Expiació jueva o Yom Kippur, entre setembre i octubre) contra el consell de Pau, ja que el centurió que manava va fer més cas del pilot i del patró. Aviat els sorprengué una ventada, d'un vent anomenat euroaquiló. Varen hissar el bot que duien a remolc amb prou feines i cintraren la nau amb cables...Al cap de catorze nits d'anar a la deriva encallaren la nau en un sorral i amb moltes dificultats arribaren a la platja. Era l'illa de Malta.
Al cap de tres mesos va salpar en una nau alexandrina, encomanada als Dióscors (o Dioscurs, Càstor i Pol·lux) cap a Siracusa.